# Landtagswahlen in Brandenburg
Am 3. Oktober 1990, dem Tag der Deutschen Wiedervereinigung, wurde das Land Brandenburg neugegründet, die ersten Wahlen zum neuen Brandenburgischen Landtag fanden am 14. Oktober 1990 statt.
Zuvor gab es jedoch bereits von 1945 bis zu seiner Auflösung 1952 schon einmal ein Land Brandenburg, zunächst als Provinz Mark Brandenburg, ab 1947 dann als Land Brandenburg.

## Land Brandenburg, Wahlen ab 1990

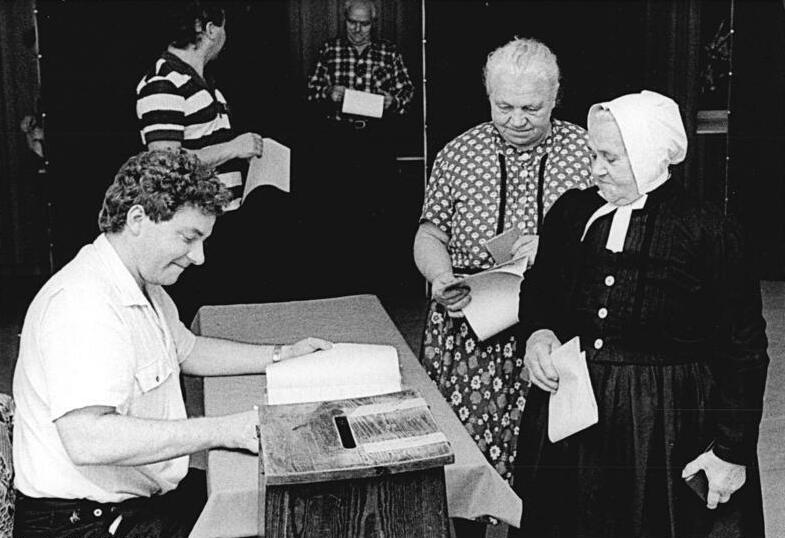
Sorbische Wählerinnen in Cottbus bei der Landtagswahl 1990

### Übersicht

#### Wahlergebnisse
| Wahltag            | Wahlbe- teiligung | SPD  | AfD  | BSW  | CDU  | Grüne 2  | Linke 1 | BVB/FW 3 | FDP  | DVU  | Andere >2 %          | Sonstige |
| ------------------ | ----------------- | ---- | ---- | ---- | ---- | -------- | ------- | -------- | ---- | ---- | -------------------- | -------- |
| 14. Oktober 1990   | 67,1              | 38,2 | –    | –    | 29,5 | 0 29,3 2 | 13,4    | –        | 06,6 | –    | –                    | 3,2      |
| 11. September 1994 | 56,3              | 54,1 | –    | –    | 18,7 | 02,9     | 18,7    | –        | 02,2 | –    | –                    | 3,3      |
| 05. September 1999 | 54,3              | 39,3 | –    | –    | 26,6 | 01,9     | 23,3    | –        | 01,9 | 05,3 | –                    | 1,7      |
| 19. September 2004 | 56,4              | 31,9 | –    | –    | 19,4 | 03,6     | 28,0    | –        | 03,3 | 06,1 | Familie 2,6          | 5,1      |
| 27. September 2009 | 67,5              | 33,0 | –    | –    | 19,8 | 05,7     | 27,2    | 31,7 3   | 07,2 | 01,1 | NPD 2,6              | 1,6      |
| 14. September 2014 | 47,9              | 31,9 | 12,2 | –    | 23,0 | 06,2     | 18,6    | 2,7      | 01,5 | –    | NPD 2,2              | 3,4      |
| 01. September 2019 | 61,3              | 26,2 | 23,5 | –    | 15,6 | 10,8     | 10,7    | 5,0      | 04,1 | –    | Tierschutzpartei 2,6 | 1,5      |
| 22. September 2024 | 72,9              | 30,9 | 29,2 | 13,5 | 12,1 | 04,1     | 03,0    | 2,6      | 00,8 | –    | Tierschutzpartei 2,0 | 1,8      |

Graphische Darstellung der Entwicklung der Wahlergebnisse (1990–2014)

#### Sitzverteilungen
Fraktionen der regierenden Parteien sind fett gedruckt.
| Wahltag            | SPD | AfD | BSW | CDU | Linke 1 | Grüne | FDP | DVU | BVB/FW | Sitze gesamt |
| ------------------ | --- | --- | --- | --- | ------- | ----- | --- | --- | ------ | ------------ |
| 14. Oktober 1990   | 36  | –   | –   | 27  | 13      | 6     | 6   | –   | –      | 88           |
| 11. September 1994 | 52  | –   | –   | 18  | 18      | –     | –   | –   | –      | 88           |
| 5. September 1999  | 37  | –   | –   | 25  | 22      | –     | –   | 5   | –      | 89           |
| 19. September 2004 | 33  | –   | –   | 20  | 29      | –     | –   | 6   | –      | 88           |
| 27. September 2009 | 31  | –   | –   | 19  | 26      | 5     | 7   | –   | –      | 88           |
| 14. September 2014 | 30  | 11  | –   | 21  | 17      | 6     | –   | –   | 03 2   | 88           |
| 1. September 2019  | 25  | 23  | –   | 15  | 10      | 10    | –   | –   | 5      | 88           |
| 22. September 2024 | 32  | 30  | 14  | 12  | –       | –     | –   | –   | –      | 88           |

Graphische Darstellung der Entwicklung der Sitzverteilung

### 1. Wahlperiode (1990–1994)
Am 14. Oktober 1990 wählten die Brandenburger bei einer Wahlbeteiligung von 67,07 % die SPD als stärkste Kraft in den Landtag. Die konstituierende Sitzung fand am 26. Oktober 1990 statt.
Für die SPD kandidierte der ehemalige Konsistorialpräsident Manfred Stolpe, für die CDU Peter-Michael Diestel. Brandenburg war das einzige neue Bundesland, bei dessen Wahl sich die SPD an diesem Tag als stärkste Kraft durchsetzen konnte, in den anderen vier neuen Bundesländern musste sie Niederlagen einstecken. Stolpe bildete eine Ampelkoalition aus SPD, FDP und Bündnis 90 und wurde am 1. November 1990 zum Ministerpräsidenten gewählt.

### 2. Wahlperiode (1994–1999)
Bei der zweiten Landtagswahl in Brandenburg am 11. September 1994 konnte die SPD bei einer Wahlbeteiligung von 56,33 % stark zulegen und erreichte die absolute Mehrheit (+ 15,93 Prozentpunkte). Auch die PDS konnte zulegen (+ 5,31 Prozentpunkte). Die CDU verlor hingegen fast 11 Prozentpunkte. Die Grünen und die FDP fielen diesmal unter die Fünf-Prozent-Hürde. Die konstituierende Sitzung fand am 11. Oktober 1994 statt.
Als Spitzenkandidaten traten für die SPD erneut Ministerpräsident Stolpe an und für die CDU der Landesvorsitzende Peter Wagner.

### 3. Wahlperiode (1999–2004)
Die dritten Landtagswahlen fanden in Brandenburg am 5. September 1999 statt. 54,30 % der erstmals über 2 Millionen wahlberechtigten Bürger nahm an dieser Wahl teil. Die Wahlbeteiligung war also weiterhin rückläufig.
Für die SPD trat wiederum Ministerpräsident Manfred Stolpe an, für die CDU erstmals der bisherige Innensenator des Landes Berlin, Jörg Schönbohm.
Die SPD verlor diesmal zwar fast 15 Prozentpunkte, blieb aber stärkste Partei. Die CDU konnte um fast 8 Prozentpunkte zulegen und beide Parteien bildeten eine große Koalition. Auch die PDS konnte wieder zulegen (+ 4,63 Prozentpunkte). Neu in den Landtag zog die rechtsextreme DVU mit knapp über 5 % ein. Die Grünen und FDP verloren weiter Stimmen und schafften es daher erneut nicht in den Landtag.
Die Bildung der großen Koalition hatte unter anderem zur Folge, dass die allgemein als sehr populär geltende Sozialministerin Regine Hildebrandt auf eigenen Wunsch aus der Regierung ausschied, da sie eine Koalition mit der PDS vorgezogen hatte.

### 4. Wahlperiode (2004–2009)
Am 19. September 2004 fanden die vierten Wahlen zum Landtag Brandenburg statt. Die Wahlbeteiligung stieg erstmals leicht auf 56,4 %.
Für die SPD trat diesmal Matthias Platzeck an, der im Juni 2002 Manfred Stolpe als Regierungschef gefolgt war. Für die CDU kandidierte erneut Jörg Schönbohm, für die PDS Dagmar Enkelmann.
Der Trend der letzten Wahl setzte sich auch 2004 fort. Die SPD verlor weiter Stimmen (− 7,42 Prozentpunkte). Auch die PDS legte – wie bei bis zu diesem Zeitpunkt jeder Landtagswahl in Brandenburg – zu (+ 4,62 Prozentpunkte) und war damit erstmals die zweitstärkste Fraktion im Landtag, da die CDU gleichzeitig Stimmanteile verlor (− 7,12 Prozentpunkte). Die DVU konnte leicht zulegen (+ 0,80 Prozentpunkte) und schaffte es damit erstmals, erneut in Fraktionsstärke in einen deutschen Landtag einzuziehen. Grüne (+ 1,66 Prozentpunkte) und FDP (+ 1,47 Prozentpunkte) konnten zwar ihre Zweitstimmenzahl in etwa verdoppeln, schafften den Einzug ins Parlament in Potsdam aber nicht. Die Familien-Partei trat erstmals an und erzielte ihr bisher zweitbestes Wahlergebnis bei Landtagswahlen.

### 5. Wahlperiode (2009–2014)
Der 5. Brandenburgische Landtag wurde am 27. September 2009 parallel zum Bundestag gewählt und nahm seine Arbeit mit der konstituierenden Sitzung am 21. Oktober 2009, dem Beginn der 5. Wahlperiode, auf.
Für die SPD trat erneut Matthias Platzeck als Spitzenkandidat an und für Die Linke (ehemals PDS) Kerstin Kaiser. Für die CDU trat dieses Mal Kultusministerin Johanna Wanka an. Nach der Wahl bildete die SPD erstmals mit der Linken die Landesregierung.

### 6. Wahlperiode (2014–2019)
Nachdem der 6. Brandenburgische Landtag am 14. September 2014 gewählt worden ist, wurde das Bundesland von der rot-roten Koalition, welche nach der Wahl fortgesetzt worden ist, unter Ministerpräsident Dietmar Woidke (SPD) regiert.

### 7. Wahlperiode (2019–2024)
Am 1. September 2019 fanden in Brandenburg Landtagswahlen statt. Nach der Wahl entstand das Kabinett Woidke III. Die Regierung setzte sich aus SPD, CDU und Grünen zusammen.

### 8. Wahlperiode (seit 2024)
Am 22. September fanden in Brandenburg Landtagswahlen statt. Dabei koaliert die SPD unter Ministerpräsident Woidke erstmals mit dem BSW in einer sogenannten rot-lila-Koalition.

## Früheres Land Brandenburg, Wahlen 1945 bis 1952
In der Zeit von 1945 bis zur Auflösung des Landes 1952 fanden zwei Wahlen zum damaligen Landtag statt. Im Jahr 1946 wurde zunächst die von der Sowjetischen Militäradministration in Deutschland (SMAD) ernannte Beratende Versammlung ins Leben gerufen. Diese wurde im Oktober durch den ersten Landtag ersetzt.

### 1. Wahlperiode (1946–1950)
Bei den ersten brandenburgischen Landtagswahlen am 20. Oktober 1946 wählten 91,5 % der Bürger vier Parteien in den Landtag. Stärkste Kraft wurde die SED vor CDU und LDPD. Die Wahlen fanden gleichzeitig mit den anderen Landtagswahlen in der SBZ 1946 statt.
Die Ergebnisse (100 Abgeordnete insgesamt):
- SED: 43,9 % – 44 Abgeordnete
- CDU: 30,6 % – 31 Abgeordnete
- LDPD: 20,6 % – 20 Abgeordnete
- VdgB: 4,9 % – 5 Abgeordnete

### 2. Wahlperiode (1950–1952)
Die zweiten „Wahlen“ fanden am 5. Oktober 1950 gleichzeitig mit den anderen Landtagswahlen in der DDR 1950 statt. Nach offiziellen Angaben nahmen 98,6 % der wahlberechtigten Bürger an der Wahl teil. Waren vorige Wahlen durch die Begünstigung der SED bereits manipuliert, so entschieden Wahlen seit Gründung der DDR gar nicht mehr die Zusammensetzung des Parlaments. Die Nationale Front hatte folgende Sitzverteilung (gesamt 100 Sitze) bestimmt:
- SED: 18 Abgeordnete
- CDU: 14 Abgeordnete
- LDPD: 12 Abgeordnete
- FDGB: 11 Abgeordnete
- FDJ: 9 Abgeordnete
- DFD: 9 Abgeordnete
- NDPD: 6 Abgeordnete
- DBD: 6 Abgeordnete
- KB: 5 Abgeordnete
- VVN: 4 Abgeordnete
- VdgB: 3 Abgeordnete
- Vertreter von Genossenschaften: 3 Abgeordnete